# 林睡鼠亚科
林睡鼠亚科（学名：Leithiinae）是啮齿目睡鼠科的一个亚科，现存6属：
- 毛尾睡鼠属（Chaetocauda）
- 林睡鼠属（Dryomys）
- 园睡鼠属（Eliomys）
- 榛睡鼠属（Muscardinus）
- 鼠尾睡鼠属（Myomimus）
- 荒漠睡鼠属（Selevinia）